# Nelson Solíz
Nelson Andrés Solíz (Guayaquil, Guayas, Ecuador; 25 de diciembre de 1993) es un futbolista ecuatoriano que juega de volante y su actual equipo es Politécnico de Manabí Fútbol Club]] de la Segunda categoría de Ecuador.

## Trayectoria

### Everest
Nelson Solíz se inició en 2010 jugando para el Everest de la Segunda Categoría de Ecuador.  Siendo juvenil participó en 7 partidos del campeonato 2010.

### Técnico Universitario
En 2011 ficha por Técnico Universitario de Ambato, club con el que en ese año conseguiría el campeonato de la Serie B de Ecuador y el ascenso a la serie de privilegio del fútbol ecuatoriano, y con el cual estuvo hasta el 2014

### Guayaquil City
Desde 2015 hasta 2017, juega para el Guayaquil City.

### CS Emelec
En el 2018 es fichado por CS Emelec. Marcó su primer gol con la camiseta del equipo eléctrico en un partido ante Deportivo Cuenca, encuentro válido por Campeonato Ecuatoriano de esa misma temporada, posteriormente una lesión lo alejó de las canchas por algún tiempo.

### Guayaquil City
Debido a la pérdida de oportunidad para jugar de titular en el C.S. Emelec por su lesión, en junio de 2019 es prestado al Guayaquil City hasta el final de la temporada.

## Clubes
| Club                  | País    | Año             |
| --------------------- | ------- | --------------- |
| Everest               | Ecuador | 2009 - 2010     |
| Técnico Universitario | Ecuador | 2011 - 2014     |
| River Ecuador         | Ecuador | 2015 - 2017     |
| Emelec                | Ecuador | 2018 - 2019     |
| Guayaquil City        | Ecuador | 2019            |
| 9 de Octubre          | Ecuador | 2020 - presente |

## Palmarés

### Campeonatos nacionales
| Título             | Club                  | País    | Año  |
| ------------------ | --------------------- | ------- | ---- |
| Serie B de Ecuador | Técnico Universitario | Ecuador | 2011 |